# Catálogo de las lenguas de las naciones conocidas

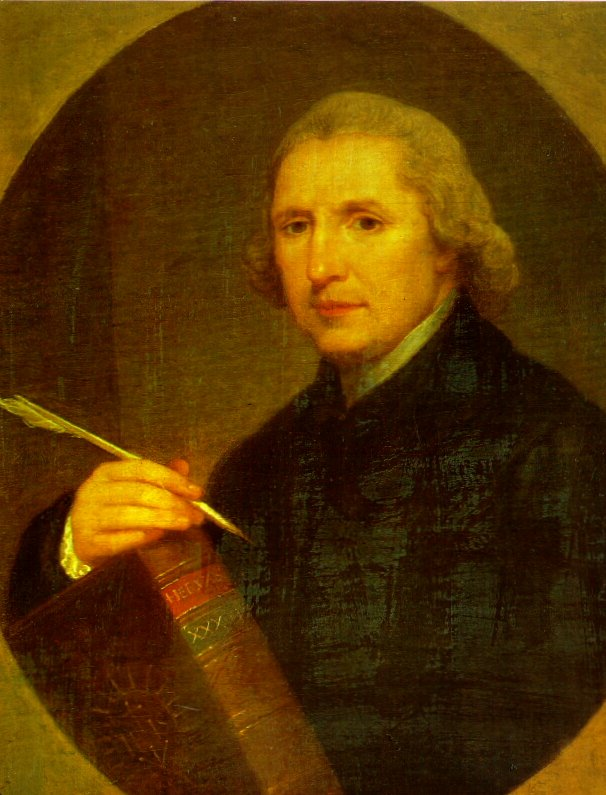
Retrato del jesuita español Lorenzo Hervás, destacado precursor de la lingüística histórica.

El Catálogo de las lenguas de las naciones conocidas, y numeración, división, y clases de estas según la diversidad de sus idiomas y dialectos, de manera abreviada Catálogo de las lenguas, es una importante obra del jesuita español Lorenzo Hervás (Horcajo de Santiago, 1735-Roma, 1807). Fue publicada en seis volúmenes en la Imprenta de la Administración del Real Arbitrio de Beneficencia de Madrid, entre 1800 y 1805. El Catálogo de las lenguas es la adaptación ampliada del Catalogo delle lingue, que constituye el volumen XVII de la extensa obra enciclopédica Idea dell’Universo, impresa en Cesena en veintiún volúmenes, entre 1778 y 1787. Menéndez Pelayo entendió que debía considerarse el Catálogo de las lenguas como obra diversa de la italiana y preferible a ésta.

## Significado
El Catálogo de las Lenguas es una obra fundacional del comparatismo y del universalismo, así como de la antropología y la etnología en la Europa moderna. Wilhelm von Humboldt reconoció en la obra de Hervás aspectos fundamentales de la ciencia del lenguaje y utilizó con gran provecho los materiales sobre las lenguas americanas. Más justo y generoso fue a este propósito Max Müller. Ha podido por su parte afirmar Miquel Batllori que “el valor principal, vivo todavía, de Hervás, radica en sus trabajos que hoy llamaríamos de primera mano, principalmente en el estudio directo de las lenguas y en su clasificación sistemática”. Son de destacar las reflexiones de Hervás acerca del origen y parentesco de las lenguas, el criterio y el método de comparación lingüística, que opta por el empirismo y la inducción, reivindicando la taxonomía morfológica como procedimiento de investigación en ciencia del lenguaje. Según Antonio Tovar, el descubrimiento de la lingüística histórica y comparada "ha sido preparado por sus ideas y trabajos".

## Ediciones
Existe una edición facsimilar del Catálogo de las Lenguas realizada en Madrid, en 1979, por la Editorial Atlas.
Existe además una reproducción electrónica de la edición original en la Biblioteca Digital Hispánica.